# MTV Pommerensdorf
MTV Pommerensdorf (celým názvem: Militär Turn-Verein 1896 Pommerensdorf) byl německý vojenský sportovní klub, který sídlil v pomořanském městě Stettin, v městské části Pommerensdorf (dnešní Szczecin v Západopomořanském vojvodství). Založen byl v roce 1896, zanikl v roce 1945 po polské anexi východních Pomořan. Klub patřil pod pozemní jednotky Wehrmacht. Klubové barvy byly zelená a bílá.
Své domácí zápasy odehrával na stadionu an der Hauptstraße.

## Historické názvy
Zdroj: 
- 1896 – MTV Pommerensdorf (Militär Turn-Verein 1896 Pommerensdorf)
- 1945 – zánik

## Umístění v jednotlivých sezonách
Stručný přehled
Zdroj: 
- 1936–1937: Gauliga Pommern West
- 1937–1939: Gauliga Pommern
- 1939–1942: Gauliga Pommern West

Jednotlivé ročníky
Zdroj: 
Legenda: Z - zápasy, V - výhry, R - remízy, P - porážky, VG - vstřelené góly, OG - obdržené góly, +/- - rozdíl skóre, B - body, červené podbarvení - sestup, zelené podbarvení - postup, fialové podbarvení - reorganizace, změna skupiny či soutěže
| Velkoněmecká říše (1936 – 1942) |                      |        |    |    |   |   |    |    |     |    |        |
| Sezóny                          | Liga                 | Úroveň | Z  | V  | R | P | VG | OG | +/- | B  | Pozice |
| 1936/37                         | Gauliga Pommern West | 1      | 12 | 4  | 1 | 7 | 16 | 30 | -14 | 9  | 6.     |
| 1937/38                         | Gauliga Pommern      | 1      | 18 | 12 | 1 | 5 | 45 | 25 | +20 | 25 | 2.     |
| 1938/39                         | Gauliga Pommern      | 1      | 18 | 12 | 2 | 4 | 43 | 24 | +19 | 26 | 2.     |
| 1939/40                         | Gauliga Pommern West | 1      | 8  | 3  | 0 | 5 | 12 | 23 | -11 | 6  | 4.     |
| 1940/41                         | Gauliga Pommern West | 1      | 14 | 5  | 3 | 6 | 28 | 34 | -6  | 13 | 5.     |
| 1941/42                         | Gauliga Pommern West | 1      | 10 | 0  | 3 | 7 | 14 | 78 | -64 | 3  | 6.     |